# Rhabdodemania dura
Rhabdodemania dura är en rundmaskart som beskrevs av John Inglis 1966. Rhabdodemania dura ingår i släktet Rhabdodemania och familjen Rhabdodemaniidae. Inga underarter finns listade i Catalogue of Life.